# Bell Maschinenfabrik

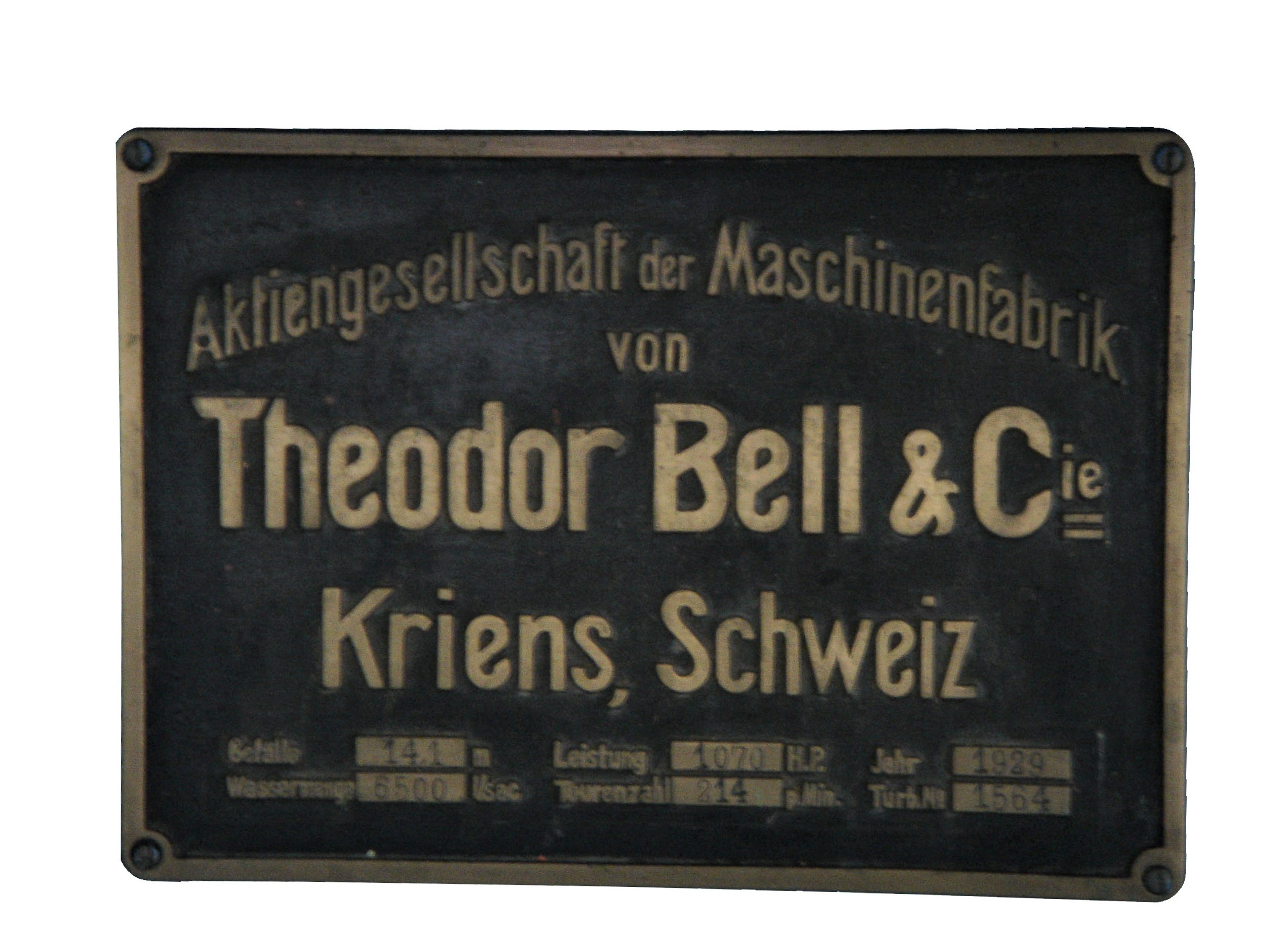
Fabrikschild von Bell an der Francis-Turbine im Kraftwerk Thorenberg in Littau

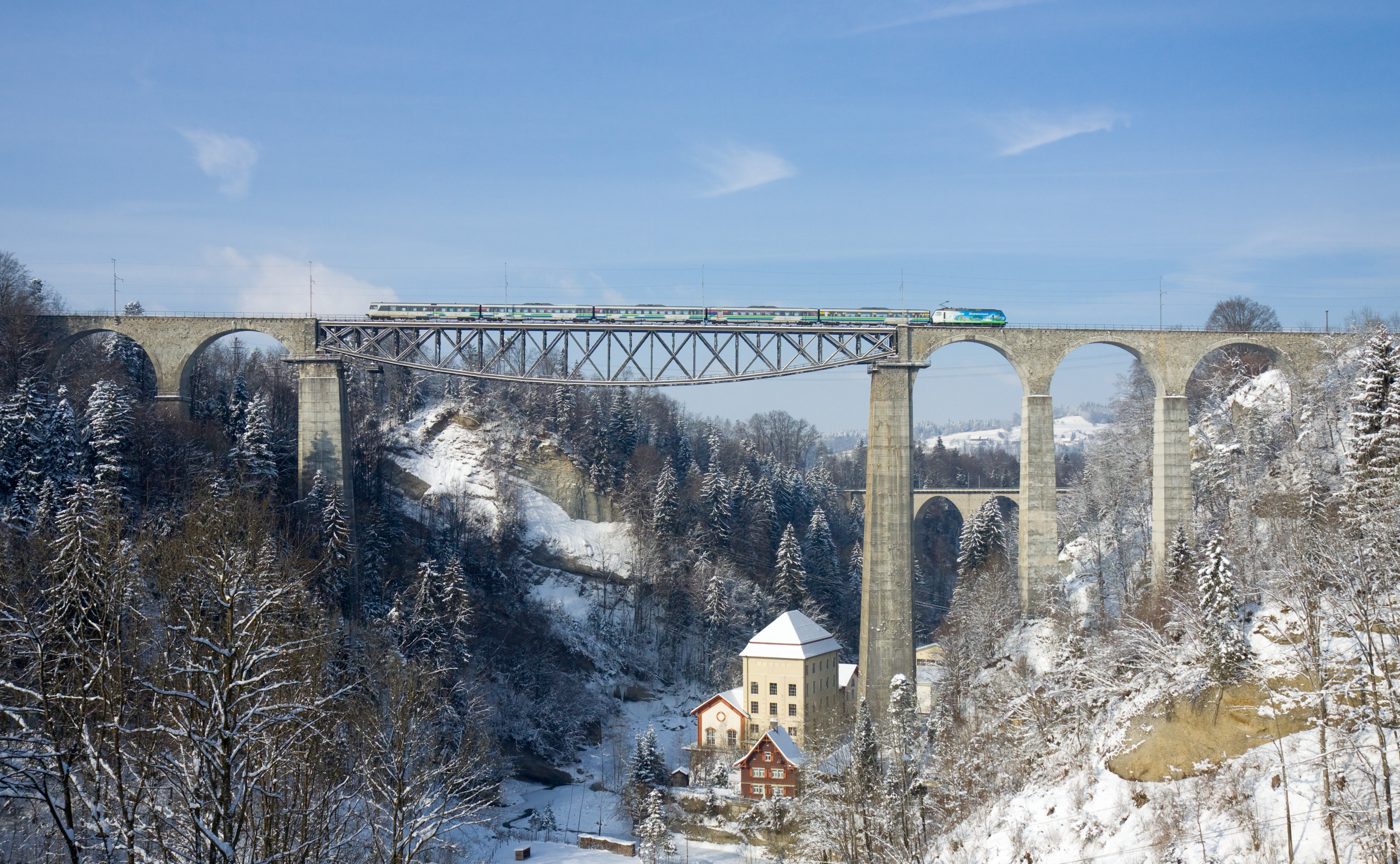
Sitterviadukt, eine von Bell erbaute Eisenbahnbrücke

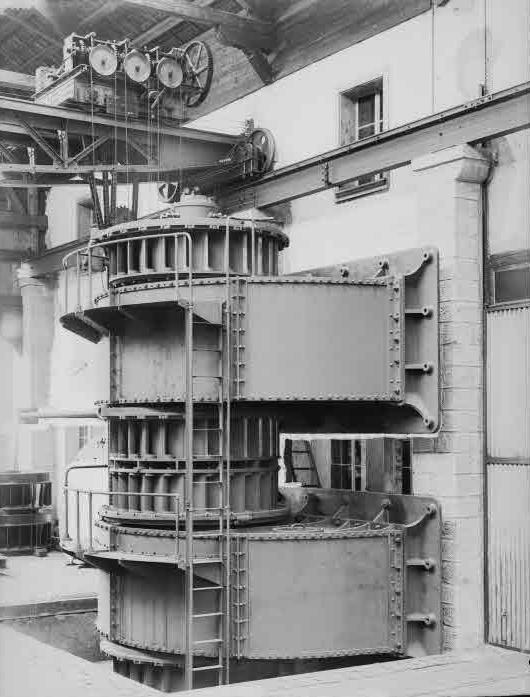
Etage-Turbine für Kraftwerk Aarau, ca. 1909

Die Bell Maschinenfabrik AG Kriens war ein schweizerisches Unternehmen zur Herstellung von Wasserturbinen, Seilbahnen, Stahlbrücken und anderen Stahlbauten.

## Geschichte
Der gelernte Goldschmied August Bell gründete 1855 in Kriens eine mechanische Werkstätte zur Herstellung von Flechtmaschinen und Webstühlen für Bordüren, die hauptsächlich im zehn Jahre zuvor gegründeten eigenen Weberei- und Spinnereibetrieb eingesetzt wurden. 1859 wurde die erste Jonval-Turbine gebaut, die damals den üblichen Antrieb für die Fabriken der Textilindustrie bildete. Die Turbine wurde an eine Zwirnerei in Zürich geliefert, wo sie 1959 noch in Betrieb gestanden hatte.
Nach einem Maschinenbaustudium in Karlsruhe trat Theodor Bell 1860 in den elterlichen Betrieb ein, der nach der Aufgabe der Textilbetriebe endgültig zur Maschinenfabrik wurde. Im selben Jahr wurde die erste Papiermaschine gebaut, und 1862 erhielt Bell den ersten grossen Auftrag zum Bau einer Eisenbahnbrücke, der Reussbrücke der Schweizerischen Nationalbahn bei Mellingen. Zwischen den 1860er- und 1960er-Jahren erstellte die Fabrik 600 Eisenbahn- und Strassenbrücken.
1870 ging die Führung des Betriebes von August Bell an Theodor Bell über, der die Aktiengesellschaft der Maschinenfabrik von Theodor Bell & Cie. gründete. Die Firma stieg in das Geschäft mit Seilbahnen ein, denn auch diese Anlagen wurden ursprünglich mit Wasserturbinen angetrieben. 1877 baute Bell auf der Strecke Lausanne-Ouchy die erste Schienenseilbahn der Schweiz, die dem öffentlichen Personenverkehr diente und von zwei Girard-Turbinen angetrieben wurde.
Leitender Ingenieur war der Ostdeutsche Georg Meissner, der in seinem Buch «Theorie und Bau der Turbinen und Wasserräder» von 1882 detaillierte Tabellen mit den von Bell produzierten Girard- und Jonvalturbinen veröffentlichte. Die ersten Girardturbinen wurden unter anderem an Madame de Staël in Coppet (Bell Nr. 23) und an die Mühle des Prinzen Napoléon in Prangins (Bell Nr. 28) geliefert.
Bell baute 1885 das Kraftwerk Thorenberg bei Littau für die Erzeugung von Einphasenwechselstrom mit einer vertikalen Girardturbine. Es gilt als die älteste derartige Anlage der Welt, deren Strom für die ersten elektrischen Lichter der Stadt Luzern und im Besonderen für diejenige des Gletschergartens verwendet wurde. Theodor Bell war auch an der Gründung der Centralschweizerische Kraftwerke (CKW) beteiligt und initiierte den Bau der Kriens-Luzern-Bahn (KLB).
Die Bell Maschinenfabrik war zunehmend im Export tätig. Standseilbahnen wurden nach Frankreich, Italien, Russland, Litauen, Spanien, Portugal und Japan geliefert, wobei in Japan alleine 14 Anlagen innerhalb von 7 Jahren errichtet wurden. Nach dem Tod von Theodor Bell musste der stark unter der Weltwirtschaftskrise leidende Familienbetrieb 1936 verkauft werden. Zuerst hielt die Volksbank Luzern die Aktienmehrheit, dann Heinrich Wachter, der Bruder des nach dem Verkauf des Familienbetriebes eingesetzten Direktors Ernst Wachter.
Zwischen 1950 und 1970 wurden unter dem Namen Bell in der Schweiz und Nordamerika 13 grosse Gondelbahnen des Typs Wallmannsberger gebaut. 1959 wurde das inzwischen in Bell Maschinenfabrik AG umbenannte Unternehmen durch die Escher Wyss AG in Zürich übernommen, die seinerseits 1967 mit der Sulzer AG in Winterthur fusionierte. Bell erhielt dadurch einen besseren Zugang zu den Weltmärkten, konzentrierte sich aber mehr auf das Turbinengeschäft. In den Jahren 1970 und 1971 wurde die Herstellung von Krananlagen, Seilbahnen, Papiermaschinen und Stahlbauten aufgegeben. Von Mitte der 1970er-Jahre bis Mitte der 1980er-Jahre versuchte man sich erfolglos an der Herstellung von Torfpressen und Anlagen für die Produktion von Kunststoffflaschen. Die Firma wurde 1991 in Bell - Escher Wyss AG umbenannt und 1995 in Sulzer Hydro AG, womit der Name Bell von der Bildfläche verschwand.
Die Sulzer Hydro AG wurde 2000 von der österreichischen VA Technologie übernommen und zuerst in VA Tech Escher Wyss AG umbenannt, die aber ab 2001 VA Tech Hydro AG hiess. 2005 wurde die VA Technologie von Siemens übernommen, worauf die EU-Kartellbehörde den Verkauf der Wasserkraftwerksparte verlangte. Dadurch gelangte 2006 VA Tech Hydro AG an die österreichische Andritz AG und firmiert nun als Andritz Hydro AG.